# Velikaja (affluente della Vjatka)
La Velikaja (in russo Великая?) è un fiume della Russia europea orientale, affluente di destra del fiume Vjatka (bacino idrografico della Kama). Scorre nella Repubblica dei Komi, nel Priluzskij rajon, e nell'Oblast' di Kirov, nel Slobodskoj rajon.
La sorgente del fiume si trova negli Uvali settentrionali, 15 km a nord della città di Muraši. La direzione generale della corrente è meridionale. La larghezza del fiume nell'alto corso non supera i 20 metri, nel medio è di 30-60 metri, vicino alla foce di circa 90 metri. Nel corso inferiore, il fiume forma numerose lanche.
Sfocia nella Viatka a 642 km dalla foce, a ovest di Murygino. Ha una lunghezza di 163 km, il suo bacino è di 4 010 km². Il più grande insediamento sul fiume è il villaggio di Jur'ja, centro amministrativo del distretto omonimo, situato alla confluenza del tributario Jur'ja.